# Foxterier
Foxterierul (în engleză Fox Terrier) are două variante. Foxterierul cu păr sârmos și foxterierul cu păr neted. Este un câine de statură mică, dar deosebit de activ, rapid în mișcări, prietenos și neînfricat. Au un cap alungit, iar spatele este relativ scurt și drept. Blana de pe corp este densă, cu o textură deosebit de puternică și țepoasă, aproape de piele având o blană moale la atingere, la fel de deasă. În medie, are 39 cm și 7 kilograme în cazul celui sârmos.
Este un câine extraordinar de inteligent, dar nu de puține ori poate fi extrem de încăpățânat, ca toți terrierii.
Origine Anglia,
Istoric rasa Cele 2 rase de foxterier, cu par drept si par sarmos, au fost considerate pana in 1984 o singura rasa. Nu exista intre ele nici o alta diferenta in afara de par. Printre stramosii celor 2 rase se afla Terierul negru si cafeniu, Bull Terrierul, Ogarul si Beagle. Rasa a fost recunoscuta oficial in 1860, dar foxterierul a fost reprezentat in tablouri de vanatoare inca din sec al XIV-lea. Popularitatea acestor 2 rase a scazut in ultima suta de ani deoarece nu se acomodeaza prea bine la viata de la oras.
Descriere Fizica Este un caine de talie mica, bine proportionat, puternic, cu o forma patratoasa. Capul este in forma de pana, craniul turtic, stop putin evident, bot conic si nas negru. Ochii sunt mici si de culoare inchisa. Urechile sunt in forma de V, mici, pliate spre fata mai sus decat linia superioara capului. Gatul este musculos si cu contur clar. Coada prinsa sus, este purtata vesel in sus, fara a fi lasata pe spate, taiata dupa nastere doua treimi din lungime. Prima rasa are parul drept, aspru, scurt, des, lucios si bine lipit de corp. La cealalta rasa, parul este tare, sarmos, des, fara a fi cret, cel mult ondulat. Prezinta smocuri de par in jurul botului si ochilor si par mai lung pe picioare. Culoarea este la fel si anuma alb cu zone de cafeniu si negru.
Personalitate Este un caine foarte energic, tenace, rezistent, curajos, nu se teme sa atace un animal mai mare decat el; zburdalnic, mereu gata sa atace si sa muste, inteligent, latra la cel mai mic zgomot, are inclinatie catre sapat. Devotat stapanului, iubeste copiii si se intelege bine cu ei, dar trebuie avut grija cu copiii mici pentru ca este un caine foarte vioi, zburdalnic. Accepta strainii dar nu va ezita sa atace in caz de pericol. Se intelege bine cu alti caini si alte animale cu exceptia celor mici pe care are tendinta de a le considera drept prada, daca nu le cunoaste de mic.
Ingrijire Blana cainelui cu par drept necesita un periaj staptamanal. Blana cainelui cu par sarmos trebuie periata de mai multe ori pe saptamana si trimata de 2-3 ori pe an. De asemenea barba si mustata trebuiesc pieptanate zilnic pentru a nu se incalci.
Conditii de viata Aceste rase se descurca mult mai bine in aer liber, cu spatiu mult pentru miscare, alaturi de un stapan activ, tip sportiv. Se acomodeaza mai greu la un apartament.
Dresajul câinilor din aceste rase se dreseaza usor chiar daca sunt incapatanati. Dresajul trebuie sa fie ferm, consecvent, echilibrat, fara a fi dur, sever.
Utilitate Este unul din cei mai buni caini de vizuina, supranumit “Attila al soarecilor”. Urmareste si distruge toate rozatoarele, vulpile, bursucii. Are rabdare sa sape chiar si o ora o groapa peste un metru adancime pentru a da de animalul ascuns in vizuina si al scoate afara. Este folosit si la vanatoare de animale mai mari cum ar fi mistreti, ursi, cerbi pe care ii ataca cu foarte mult curaj, chiar cu furie. Este un bun caine de paza si un vesel si zglobiu companion.

## Istorie
La începuturi, erau utilizați pentru a descoperi vizuinele în care se ascundeau vulpile, la vânătoarea de iepuri sau a altor animale, mare parte din ele dăunătoare. Astăzi, sunt folosiți și la vânat, dar preponderent sunt animale de companie.
Există mai multe teorii despre proveniența rasei, însă, cea mai pertinentă este cea care susține că provine din încrucișarea următoarelor rase Old English Terrier, Black and Tan Terrier, Bull Terrier, Greyhound și Beagle. În cadrul vânătorilor de vulpi, rolul lor era de a lătra când descopereau bârlogul, vânătorul fie împușcând direct animalul, fie așteptând ca acesta să fugă din vizuină, deranjat de lătraturile și de faptul că terrierul începe să sape după el. Diferențierea celor două tipuri, cea cu păr neted și cea cu păr sârmos începe prin secolul al XIX-lea. Standardele pentru acest câine au fost trasate în anul 1876, de oficialii de la The Fox Terrier Club, pe atunci existând câteva diferențe față de standardele impuse astăzi.
Sir Arthur Conan Doyle creatorul celebrului personaj Sherlock Holmes era un apropiat al foxterierului sârmos.

## Caracteristici
Acest câine este unul deosebit de prietenos, devotat și afectuos, dar care dispune și de o personalitate distinctă și deosebit de accentuată. Devin foarte protectori dacă simt că unul din membrii familiei este amenințat de ceva, sau se află în pericol. Se descurcă de minune cu copii și sunt câinii ideali pentru o familie. În ceea ce privește animalele de casă, mai ales dacă acestea sunt pisici, trebuie socializați de mici cu ele, pentru că altfel le vor vâna cât este ziua de lungă. Stăpânii care mai dispun și de o grădină ar putea avea surpriza de a vedea că aceasta este săpată, obicei care trebuie corectat, pentru că nu se vor opri până nu o vor vedea săpată pe toată, numai că totul se poate corecta prin dresaj, de la o vârstă fragedă. Nu au probleme de adaptare, simțindu-se la fel de bine dacă dorm afară sau în casă.

## Utile
Părul sârmos necesită, de două-trei ori pe an, un trimat (eliminarea părului mort). A nu se confunda tunsul cu trimatul, sunt două operațiuni complet diferite. Tunsul este dăunător foxterierului sârmos, degradându-i calitatea părului. În ceea ce privește durata de viață, ea este situată la 9-15 ani, cu o medie stabilită, de 13-14 ani. La naștere, o femelă poate aduce pe lume între patru-șase căței.
Dresajul unui asemenea câine trebuie să fie realizat cu consistență și fermitate. Le place foarte mult să latre și să sape. Pot fi foarte dominanți cu celelalte animale, astfel că trebuie socializați de mici. Este o rasă plină de energie, care nu iubește nimic mai mult decât o plimbare lungă. Sunt foarte agili, se descurcă bine în ceea ce privește jocurile cu mingea. Se bucură nespus dacă au la dispoziție o curte în care să se joace cu copii și, cu cât termină joaca mai murdari și mai obosiți, cu atât mai bine.

## Boli
Rasa este cunoscută ca fiind una extrem de puternică, ce nu are probleme de sănătate. Mai mult decât atât, bolile de care este uneori afectată sunt comune, neexistând vreun semn că acest câine suferă de o afecțiune genetică, transmisibilă. Tocmai de aceea, crescătorii nu au avut practic bătaie de cap cu acest câine, el nefiind supus vreunui test. La fel de mulțumiți sunt și stăpânii, care au parte de un câine sănătos și deosebit de rezistent la boli.